# Vigor Lamezia
Vigor Lamezia Calcio ist ein italienischer Fußballverein aus Lamezia Terme. Der Verein wurde 1919 gegründet und trägt seine Heimspiele im Stadio Guido D’Ippolito aus, das Platz bietet für 5.800 Zuschauer. Vigor Lamezia spielte bisher noch nie in der ersten und zweiten italienischen Liga und ist derzeit in der Lega Pro, der dritthöchsten Spielklasse in Italien, zu finden.

## Geschichte
Der Verein Vigor Lamezia Calcio wurde im Jahre 1919 in der Stadt Lamezia Terme, mit heutzutage etwa 70.000 Einwohnern in der süditalienischen Region Kalabrien gelegen, gegründet. Zum Zeitpunkt seiner Gründung hieß der Klub US Vigor Nicastro. Diesen Namen behielt man bis 1977, ehe nach dem Aufstieg in die Serie D der Verein in Vigor Lamezia Calcio umbenannt wurde und damit seinen heutigen Namen erhielt.
Im Laufe der Vereinsgeschichte konnte Vigor Lamezia nur selten überregional auf sich aufmerksam machen. Der erste große Wurf gelang dem Verein direkt nach dem Ende des Zweiten Weltkriegs. Nachdem man in den Jahren zuvor ausschließlich im unterklassigen Regionalfußball gekickt hatte, schaffte man 1946/47 zum ersten Mal überhaupt den Aufstieg in die Serie C. Dort konnte man sich jedoch nicht behaupten und musste schon nach einem Jahr den Gang zurück in die Viertklassigkeit antreten. In der Girone S der Serie C 1947/48 wurde man zwar Neunter und erreichte damit einen Mittelfeldrang, aufgrund einer Umstrukturierung der Liga erfolgte jedoch trotzdem der direkte Wiederabstieg. Danach gelang es Vigor Lamezia bis 2014 nicht, in die dritte italienische Fußballliga zurückzukehren. Stattdessen erlebte der Klub lange Jahre des Amateurfußballs, die immerhin von kurzen Intermezzi in der viertklassigen Serie C2 unterbrochen wurden. In diese stieg der Verein 1987 unter Trainer Claudio Ranieri auf. Ranieri hatte bei Vigor Lamezia seine erste Trainerstation und coachte im weiteren Verlauf seiner Karriere unter anderem den FC Chelsea, den FC Valencia oder Juventus Turin. Nach Ranieris Weggang im Sommer 1987 konnte sich Vigor Lamezia aber in der Serie C2 festsetzen und spielte dort die folgenden sieben Jahre anfangs durchaus mit Ambitionen auf die Rückkehr in die Serie C1. Diese wurden allerdings durch den Lizenzentzug im Jahre 1994 jäh beendet. In genanntem Jahr wurde der Klub neu gegründet und spielte fortan in der Promozione Calabria, aus der man nur zwei Jahre später auch noch abstieg. Damit war Vigor Lamezia Mitte der Neunzigerjahre am absoluten Tiefpunkt angekommen, von wo aus sich der Verein jedoch langsam wieder nach oben arbeitete. Nach und nach drang man wieder in die Serie C2 vor, in der man sich ab 2004 auch zu etablieren vermochte. Trotz eines zwischenzeitlichen Abstieges zurück in die Serie D entwickelte sich Vigor Lamezia sehr positiv. Nach dem Amtsantritt von Massimo Costantino als Vigor-Lamezia-Coach 2010 verbesserte sich der Klub endgültig stetig und stellte 2014 im letzten Jahr unter dem Erfolgstrainer nach 66 Jahren die Rückkehr in die dritte italienische Fußballliga klar.

## Erfolge
- Serie D: 1× (1986/87)

## Bekannte Trainer
- Claudio Ranieri (1986–1987)